# Żleb Żandarmerii

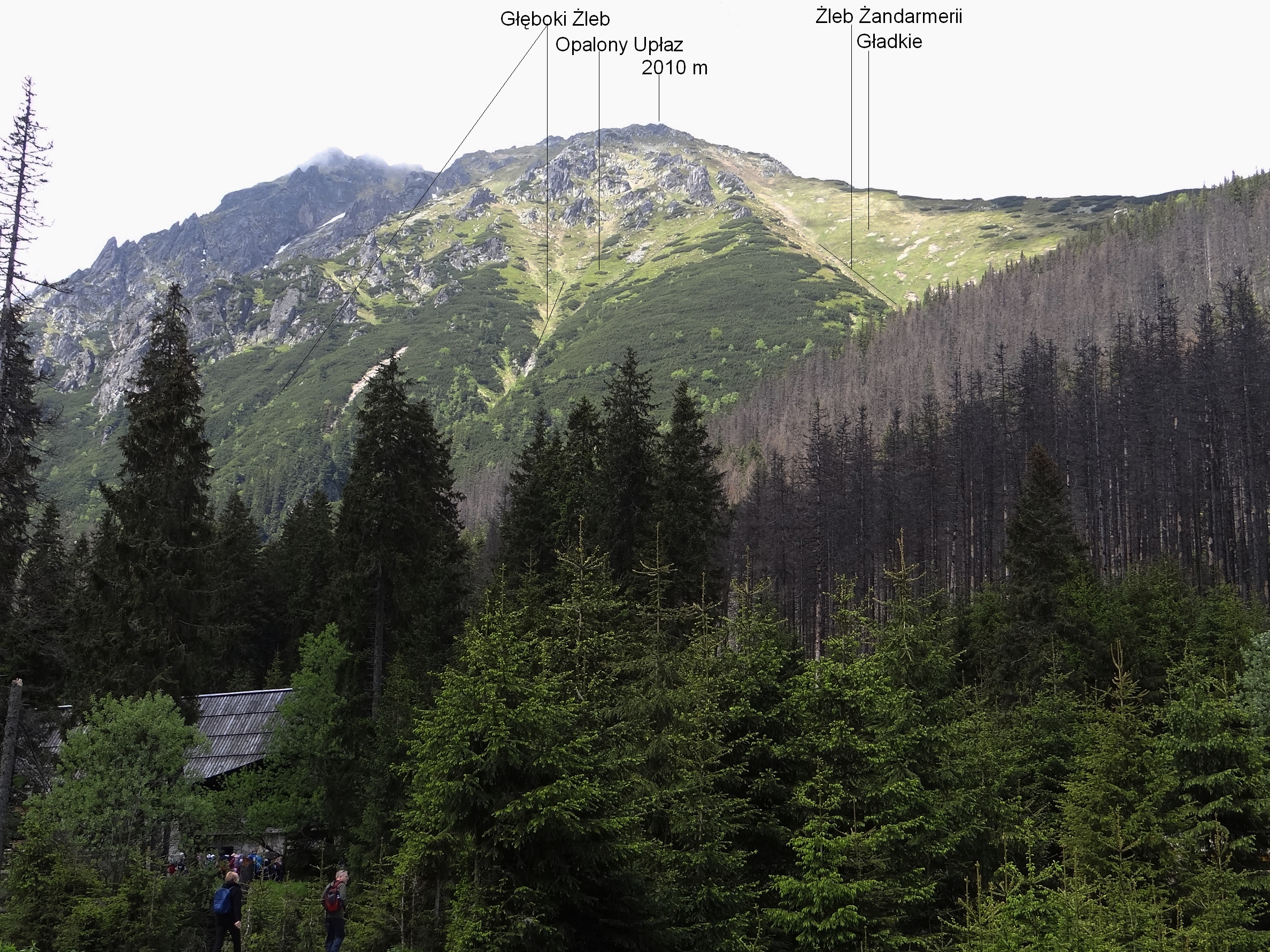
Widok z Włosienicy na Głęboki Żleb i Żleb Żandarmerii

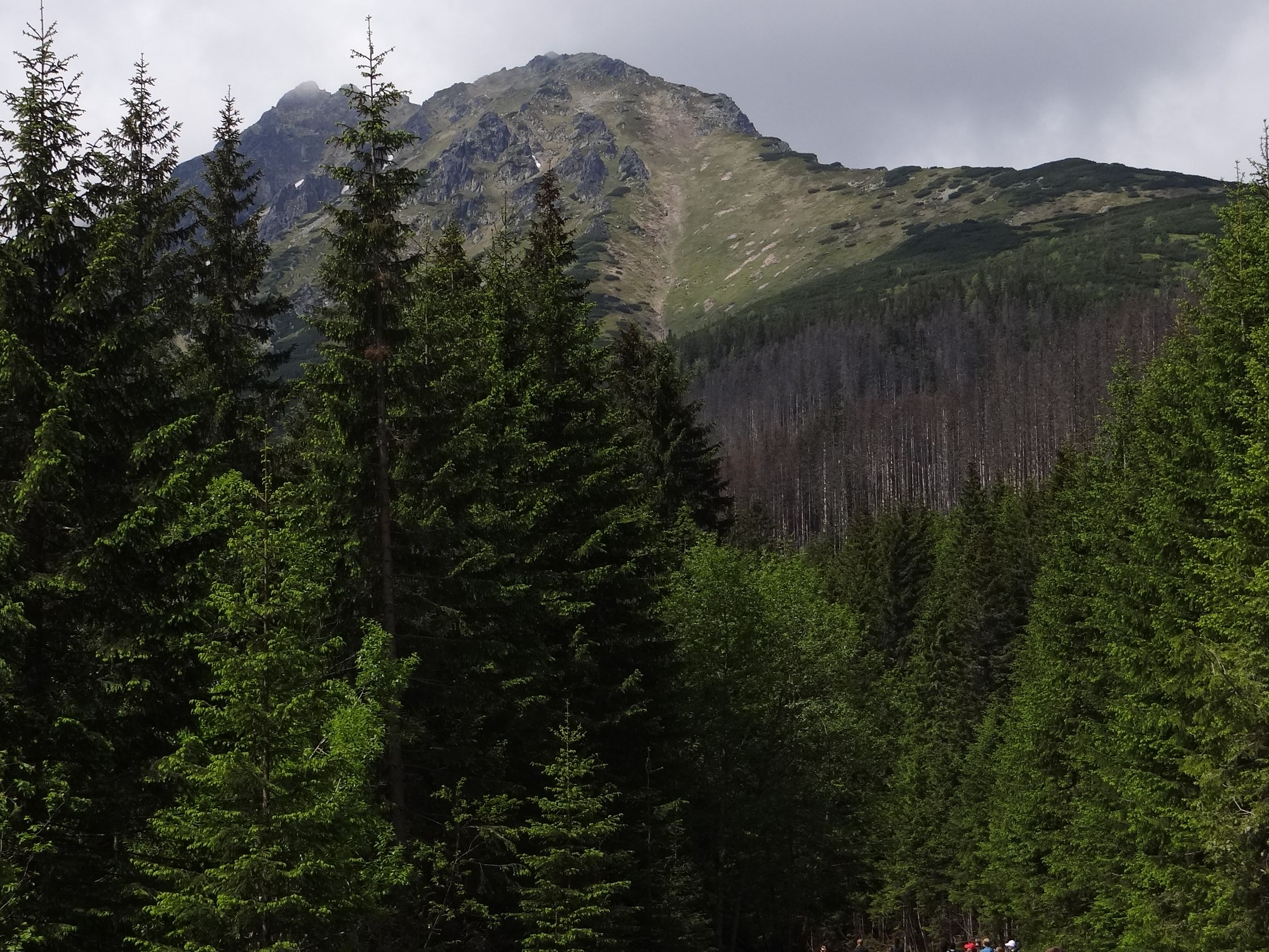
Widok z szosy do Morskiego Oka na górną część Żlebu Żandarmerii

Żleb Żandarmerii – żleb opadający z północno-wschodniej grani Opalonego Wierchu do Doliny Rybiego Potoku w polskich Tatrach Wysokich. Bywa mylony z Głębokim Żlebem.

## Nazewnictwo
Nazwy Żleb Żandarmerii używa, jak podaje Władysław Cywiński, „99% tatrzańskich bywalców”. Pod taką też nazwą opisany jest na tablicy informacyjnej przy Drodze Oswalda Balzera powyżej polany Włosienica. Tymczasem na niektórych mapach żleb ten opisany jest jako Głęboki Żleb. Również Józef Nyka i Witold Henryk Paryski Żleb Żandarmerii określają nazwą Głęboki Żleb. Sprawę nazewnictwa rozwiązał Władysław Cywiński, który przeprowadził dokładne terenowe badanie topografii tych okolic. Podaje on, że w istocie są tutaj dwa żleby obok siebie. Żleb Żandarmerii schodzi spod Gładkiego, Głęboki Żleb to inny, sąsiedni, o wiele głębszy żleb znajdujący się też na tych stokach Opalonego Wierchu, ale bardziej na zachód od Żlebu Żandarmerii.
Nazwa Żleb Żandarmerii pochodzi od tego, że w okresie galicyjskim (w XIX w.) u jego wylotu stała budka węgierskich żandarmów i została zniszczona przez lawinę śnieżną.

## Opis żlebu
Orograficznie prawe ograniczenie Żlebu Żandarmerii tworzy grzęda opadająca z północno-wschodniej grani Opalonego Wierchu z wysokości 2010 m, lewe grzęda opadająca z Kępy obok Równi nad Kępą. Górna, szeroka i lejkowata część terenu między nimi to Gładkie opadające w południowo-wschodnim kierunku. Poniżej Gładkiego żleb zmienia kierunek na południowo-zachodni. Ma wylot pomiędzy Włosienicą a Morskim Okiem (bliżej Włosienicy). Zarówno Żleb Żandarmerii, jak i Głęboki Żleb przecinają szlak turystyczny z Morskiego Oka przez Opalone do Doliny Pięciu Stawów Polskich.

## Wypadki
W zimie Gładkie to olbrzymi lejkowaty zbiornik śniegu, co powoduje, że Żleb Żandarmerii jest modelowym przykładem żlebu lawinowego. Co roku schodzą nim lawiny, a raz na kilka lat dochodzą one do szosy. Raz na około sto lat zdarzają się lawiny tak potężne, że przewalają się przez Dolinę Rybiego Potoku na przeciwległy stok. Do tej pory na szosie zdarzyła się tylko jedna śmiertelna ofiara tych lawin, ale było kilka przypadków porwania przez lawinę turystów wędrujących zimą szlakiem przez Opalone. Obecnie na okres zimowy szlak ten jest wyłączany z ruchu turystycznego, również szosa na odcinku od Włosienicy do Morskiego Oka często jest zamykana. Turyści jednak omijają szlaban na szosie. Władysław Cywiński pisze: „Zważywszy na olbrzymi ruch turystyczny na podżlebowym odcinku szosy, szansa na «endliche lösung» jest niewielka. ... Osobiście uważam, że władze powinny ostrzegać, a turyści, miast podziwiać widoki, winni przyspieszać i 100-metrowy odcinek szosy u wylotu żlebu pokonywać pojedynczo i biegiem”.

## Szlaki turystyczne
Morskie Oko – Opalone – Świstówka Roztocka – Świstowe Siodło – Świstowa Kopa – schronisko w Dolinie Pięciu Stawów. Jest zamknięty od 1 grudnia do 15 maja. Czas przejścia: 2 h, ↓ 1:40 h.
 parking na polanie Palenica Białczańska – Wodogrzmoty Mickiewicza – Włosienica – Morskie Oko